# Oss muntra musikanter emellan
Oss muntra musikanter emellan (engelska: Raising the Wind) är en brittisk komedifilm från 1961 i regi av Gerald Thomas.

## Handling
Filmen följer en grupp studenter vid en musikhögskola.

## Rollista i urval
- James Robertson Justice - Sir Benjamin Boyd
- Leslie Phillips - Mervyn Hughes
- Paul Massie - Malcolm Stewart
- Kenneth Williams - Harold Chesney
- Liz Fraser - Miranda Kennaway
- Eric Barker - dr. Morgan Rutherford
- Jennifer Jayne - Jill Clemons
- Jimmy Thompson - Alex Spendlove
- Sid James - Sid
- Esma Cannon - Mrs. Deevens
- Geoffrey Keen - Sir John
- Jill Ireland - Janet
- Victor Maddern - flyttkarl
- Lance Percival - Harry
- Joan Hickson - Mrs. Bostwick
- Ambrosine Phillpotts - Mrs. Featherstone
- Cyril Chamberlain - vaktmästare
- Peter Burton - första violaspelare
- Jim Dale - bastrombonist